# Biathlon na Zimowych Igrzyskach Olimpijskich 1976 – sztafeta
Biathlonowy bieg sztafetowy na Zimowych Igrzyskach Olimpijskich 1976 odbył się 13 lutego w Seefeld.
Mistrzami olimpijskimi zostali zawodnicy Związku Radzieckiego. Drugie miejsce zajęli Finowie, a na trzecim stopniu podium uplasowali się reprezentanci Niemieckiej Republiki Demokratycznej..

## Wyniki
| Poz. | Reprezentacja     | Zawodnicy                                                            | Pudła   | Czas zawodnika                      | Pudła drużyny | Czas drużyny |      |                                                                    |   |                                    |   |            |
| ---- | ----------------- | -------------------------------------------------------------------- | ------- | ----------------------------------- | ------------- | ------------ | ---- | ------------------------------------------------------------------ | - | ---------------------------------- | - | ---------- |
| Poz. | Reprezentacja     | Zawodnicy                                                            | 01 !    | Czas zawodnika                      | Pudła drużyny | Czas drużyny | ZSRR | Aleksandr Jelizarow Iwan Biakow Nikołaj Krugłow Aleksandr Tichonow | 0 | 29:47,44 30:16,79 29:04,0 28:46,61 | 0 | 1:57:55,64 |
| 02 ! | Finlandia         | Henrik Flöjt Esko Saira Juhani Suutarinen Heikki Ikola               | 1 0 1 0 | 32:00,19 29:12,47 30:52,23 29:40,69 | 2             | 2:01:45,58   |      |                                                                    |   |                                    |   |            |
| 03 ! | NRD               | Karl-Heinz Menz Frank Ullrich Manfred Beer Manfred Geyer             | 0 4 1 0 | 31:02,18 32:47,28 31:30,01 28:49,14 | 5             | 2:04:08,61   |      |                                                                    |   |                                    |   |            |
| 4.   | RFN               | Heinrich Mehringer Gerhard Winkler Josef Keck Claus Gehrke           | 0 1 3 0 | 30:38,46 30:42,83 32:15,08 30:35,49 | 4             | 2:04:11,86   |      |                                                                    |   |                                    |   |            |
| 5.   | Norwegia          | Kjell Hovda Terje Hanssen Svein Engen Tor Svendsberget               | 2 3 0 1 | 33:24,66 31:20,50 29:20,67 31:04,45 | 6             | 2:05:10,28   |      |                                                                    |   |                                    |   |            |
| 6.   | Włochy            | Lino Jordan Pierantonio Clementi Luigi Weiss Willy Bertin            | 1 0 1   | 31:52,53 31:45,82 30:59,51 31:38,69 | 3             | 2:08:15,55   |      |                                                                    |   |                                    |   |            |
| 7.   | Francja           | René Arpin Yvon Mougel Marius Falquy Jean-Claude Viry                | 2 0 1 2 | 32:17,67 29:58,45 31:40,41 33:37,89 | 5             | 2:07:34,42   |      |                                                                    |   |                                    |   |            |
| 8.   | Szwecja           | Mats-Åke Lantz Torsten Wadman Sune Adolfsson Lars-Göran Arwidson     | 3 2 0   | 32:44.58 32:45,74 31:59,45 31:17,13 | 8             | 2:08:46,90   |      |                                                                    |   |                                    |   |            |
| 9.   | Czechosłowacja    | Ladislav Žižka Miroslav Soviš Antonín Kříž Zdeněk Pavlíček           | 0 1 3 0 | 31:45,67 31:49,07 32:32,81 32:59,08 | 4             | 2:09:06,63   |      |                                                                    |   |                                    |   |            |
| 10.  | Rumunia           | Nicolae Cristoloveanu Gheorghe Voicu Victor Fontana Gheorghe Gârniță | 4 0 1 2 | 35:23,57 30:26,75 32:01,12 32:02,96 | 7             | 2:09:54,40   |      |                                                                    |   |                                    |   |            |
| 11.  | Stany Zjednoczone | Lyle Nelson Dennis Donahue John Morton Peter Dascoulias              | 0 2 1   | 30:29,17 33:11,78 33:09,08 33:27,69 | 4             | 2:10:17,72   |      |                                                                    |   |                                    |   |            |
| 12.  | Polska            | Jan Szpunar Andrzej Rapacz Ludwik Zięba Wojciech Truchan             | 6 2 0 1 | 36:25,42 32:24,7 30:33,06 32:23,69  | 9             | 2:11:46,54   |      |                                                                    |   |                                    |   |            |
| 13.  | Wielka Brytania   | Malcolm Hirst Jeffrey Stevens Paul Gibbins                           | 3 1 2   | 33:33,15 32:20,13 32:37,31 33:23,77 | 8             | 2:11:54,36   |      |                                                                    |   |                                    |   |            |
| 14.  | Japonia           | Isao Ono Hiroyuki Deguchi Manabu Suzuki Yoshiyuki Shirate            | 3 1 3   | 33:19,43 33:08,62 34:27,07 36:13,92 | 10            | 2:17:09,04   |      |                                                                    |   |                                    |   |            |
| 15.  | Austria           | Franz-Josef Weber Alfred Eder Klaus Farbmacher Josef Hones           | 2 5 1 3 | 33:10,35 34:27,12 34:23,90 36:05,41 | 11            | 2:18:06,78   |      |                                                                    |   |                                    |   |            |